# Ochetosoma laterotrema
Ochetosoma laterotrema är en plattmaskart. Ochetosoma laterotrema ingår i släktet Ochetosoma och familjen Ochetosomatidae. Inga underarter finns listade i Catalogue of Life.